# Vibeke Knudsen
Vibeke Knudsen ou Vibeke Bergeron est une actrice et mannequin danoise.
Elle a notamment travaillé avec Helmut Newton et fait la couverture de Vogue Paris en septembre 1975, habillée du smoking d'Yves Saint Laurent rue Aubriot, image régulièrement reprise depuis des décennies. Elle a souvent joué dans les films de Just Jaeckin.

## Filmographie
- 1975 : Histoire d'O : modèle en studio photo
- 1976 : Attention les yeux ! : l'actrice à la jupe volante
- 1976 : Spermula : Natacha
- 1976 : Le Corps de mon ennemi : hôtesse du Number One
- 1977 : Madame Claude : Anne-Marie